# Science-Fiction-Jahr 1904
Übersicht

◄◄ | ◄ | 1900 | 1901 | 1902 | 1903 | Science-Fiction-Jahr 1904 | 1905 | 1906 | 1907 | 1908 | ► | ►►

Weitere Ereignisse

## Neuerscheinungen Literatur
| Deutscher Titel                            | Deutschsprachiges Erscheinungsjahr | Originaltitel                                 | Autor                       | Anmerkungen |
| ------------------------------------------ | ---------------------------------- | --------------------------------------------- | --------------------------- | ----------- |
| Das entschleierte Bild zu Sais             | –                                  | –                                             | Franz Stolze                |             |
| Das Land der Blinden                       | 1976                               | The Country of the Blind                      | H. G. Wells                 |             |
| Das Reformheer oder: Auf nach Sedan!       | –                                  | –                                             | Fritz Abel Reyberlein       |             |
| Der Herr der Welt                          | 1904                               | Maître-du-monde                               | Jules Verne                 |             |
| Der Sonnenstaat                            | –                                  | –                                             | Julius Gans von Ludassy     |             |
| Der Weltkrieg                              | –                                  | –                                             | August Wilhelm Otto Niemann |             |
| Die Riesen kommen!                         |                                    | The Food of the Gods and How It Came to Earth | H. G. Wells                 |             |
| Ein neues Eden                             | –                                  | –                                             | August Wick                 |             |
| Hidalla oder Sein und Haben (Theaterstück) | –                                  | –                                             | Frank Wedekind              |             |

## Neuerscheinungen Filme
| Deutscher Titel                | Deutschsprachiges Erscheinungsjahr | Originaltitel                    | Regie          | Anmerkungen |
| ------------------------------ | ---------------------------------- | -------------------------------- | -------------- | ----------- |
| Die Reise durch das Unmögliche | 2021                               | Le Voyage à travers l’impossible | Georges Méliès |             |

## Geboren
- Kurt Karl Doberer († 1993)
- Edmond Hamilton († 1977)
- Day Keene († 1969)
- Alexander Key († 1979)
- Hanns Kurth (Pseudonym K. Merten; † 1976)
- A. M. Lightner, Pseudonym von Alice Martha Hopf († 1988)
- Harry Martinson († 1978)
- H. Beam Piper († 1964)
- Clifford D. Simak († 1988)
- Russ Winterbotham († 1971)
- Hans Wörner († 1963)

## Gestorben
- Adalbert von Hanstein (* 1861)
- Theodor Herzl (* 1860)
- Maurus Jókai (* 1825)